# Homolagoa
Homolagoa là một chi bướm đêm thuộc họ Noctuidae.

## Các loài
- Homolagoa grotelliformis Barnes & McDunnough, 1912